# شب‌دوست سنگالی
شب‌دوست سنگالی(نام علمی: Galago senegalensis) نام یک گونه از سرده شب‌دوست کوچک است.